# Urbanizam nakon 2. svjetskog rata

## Urbanizam 1950. – 2000.
Po završetku rata nastupa intenzivno razdoblje obnove i gradnje gradova. Razorene gradove obnavljalo se po starim urbanističkim planovima. Najveći projekt bila je potpuna obnova Varšave. Manje reprezentativne četvrti, kao i rubne dijelove grada, gradilo se na nov način. Gradovi dobivaju velike stambene četvrti s velikim nizom zgrada. Gradovi postaju spavaonice, a u starom dijelu grada su se zadržale sve ostale funkcije. Najbolji lijek protiv toga bilo je građenje malih gradova uz velike što je najdosljednije napravljeno u Velikoj Britaniji, a to su činile i skandinavske zemlje. Najpoznatiji primjer je Tapiola pored Helsinkija. Le Corbusier je uspio sagraditi kuću-gradsku četvrt na stupovima, u kojo su uklopljene razne društvene funkcije. To je Unité d'Habitation pokraj Marseillesa. Mnogi njegovi urbanistički planovi nisu izvedeni osim plana za Punjab u Indiji. Suvremeni urbanizam se napokon okrenuo čovjeku i ponovo vratio mjesta za kretanje-pješački grad. Prvo trgovačko i rekreacijsko pješačko središte podigli su u Rotterdamu Van den Broek i Bakema. Candilis u svoje projekte uvodi raznolikost tipova zgrada- kubičnih, valjkastih i V-tlocrta te igru živih i nježnih boja na pročeljima.